# Boussy, Haute-Savoie
Boussy este o comună în departamentul Haute-Savoie din sud-estul Franței. În 2009 avea o populație de 459 de locuitori.

## Evoluția populației
| An        | 1975 | 1982 | 1990 | 1999 | 2006 | 2009 |
| --------- | ---- | ---- | ---- | ---- | ---- | ---- |
| Populație | 251  | 261  | 308  | 344  | 422  | 459  |